# Globocalynda nuptialis
Globocalynda nuptialis is een wandelende tak uit de familie Diapheromeridae. De wetenschappelijke naam van deze soort is voor het eerst voorgesteld door Josef Redtenbacher in een publicatie uit 1908.
De soort komt voor in Guyana.